# Khayyamia subaptera
Khayyamia subaptera är en insektsart som först beskrevs av Bei-bienko 1960.  Khayyamia subaptera ingår i släktet Khayyamia och familjen Dericorythidae. Inga underarter finns listade i Catalogue of Life.